# Marsyas (hudební skupina)
Marsyas je česká folkrocková skupina. Své jméno převzala z řeckých bájí – od nešťastného satyra Marsyáse. Na motivy této báje též vznikla jedna z nejúspěšnějších písní skupiny: „Marsyas a Apollón“.

## Členové
Po celou dobu je v kapele pouze Zuzana Michnová. Ta v roce 1971 tvořila folkové duo s Jiřím Jeřábkem, ke kterému se později přidal Petr Kalandra a Jeřábka nahradil Oskar Petr. Každá pozdější sestava Marsyas vydala jedno album, činnost skupiny je možno snadno rozdělit do těchto čtyř období:

### 1973–1978
- Zuzana Michnová – zpěv, akustická kytara, perkuse
- Petr Kalandra – zpěv, akustická kytara, foukací harmonika
- Oskar Petr – zpěv, akustická kytara

Sestava natočila v roce 1977 se studiovou skupinou Labyrint Pavla Fořta (Kocáb, Soukup, Malina, Fořt, Viklický, Hrubý, Tomek a další) album Marsyas. Koncertovali jak sami ve trojici, tak s hosty i jako hosté (Pražský výběr) a také jako součást sdružení Šafrán. V pozdním létě 1978 Oskar Petr odešel do skupiny Jazz Q Martina Kratochvíla (část roku hrál v obou tělesech) a v létě 1979 emigroval s rodinou do SRN, později do USA (Los Angeles, Kalifornie).

### 1978–1981
- Zuzana Michnová – zpěv, akustická kytara, perkuse
- Petr Kalandra – zpěv, akustická kytara, foukací harmonika
- Jiří Vondráček – zpěv, dvanáctistrunná kytara, perkuse
- Pavel Skála – zpěv, akustická a elektrická kytara

Skupina natočila album Kousek přízně, Jiří Vondráček poté přestoupil ke skupině Turbo a vystupoval také jako host s Bacily.

### 1981–1984
- Zuzana Michnová – zpěv, akustická kytara, perkuse
- Petr Kalandra – zpěv, akustická kytara, foukací harmonika
- Pavel Skála – zpěv, akustická a elektrická kytara
- Jaroslav Nejezchleba – zpěv, violoncello, basová kytara, housle
- od roku 1983: Jaroslav Petrásek – bicí

Tato sestava natočila album Jen tak, pak se ale rozpadla. Petr Kalandra hrál pak s ASPM Jana Spáleného, Jaroslav Nejezchleba a Pavel Skála přešli k Etc.... Zuzana Michnová natočila s Michalem Pavlíčkem a Klaudiem Kryšpínem sólové album Rány.

### 1985–1988
- Zuzana Michnová – zpěv, perkuse
- Petr Pokorný – elektrická kytara
- David Noll – zpěv, klávesové nástroje
- Václav Bratrych – saxofon
- Jiří Veselý – basová kytara
- Jiří Chlumecký – bicí
- později: Petr Michalík – basová kytara, Pavel Pulkert – bicí

Zhruba v této sestavě vzniklo album V přítmí, Václav Bratrych však ještě předtím odešel k Nerezu a po vydání alba se skupina rozpadla.
V roce 2004 Zuzana Michnová, Pavel Skála a Jiří Vondráček nahráli bonusovou skladbu na kompilaci Marsyas 1978–2004, odehráli spolu koncert a vypadalo to na comeback, který se ale nakonec neuskutečnil.

## Diskografie
- Marsyas (1978), v roce 2008 vydáno znovu jako Marsyas - Jubilejní edice 1978-2008 (2 CD)
- Pieces of Favour (1982)
- Kousek přízně (1982)
- Jen tak (1983)
- V přítmí (1989)
- 1978–2004 (2004)
- V mýdlových bublinách (2012)[1]
- La Fabrika (2014, 2 CD)